# Anhidrid kiseline
Anhidrid kiseline je organsko jedinjenje koje sadrži dve acil grupe vezane za isti atom kiseonika. Najčešće su acil grupe izvedene iz iste karboksilne kiseline, te je formula anhidrida . Simetrični kiselinski anhidridi ovog tipa se imenuju po početnoj karboksilnoj kiselini anhidrid. Tako je,  anhidrid sirćetne kiseline. Mešoviti (ili nesimetrični) kiselinski anhidridi su takođe poznati, npr. anhidrid sirćetne i mravlje kiseline. 

## Važni anhidridi kiselina
Anhidrid sirćetne kiseline je značajna industrijska hemikalija koja se koristi u pripremi acetatnih estara, npr. celuloznog acetata. Anhidrid maleinske kiseline je prekurzor raznih smola koje se formiraju kopolimerizacijom sa stirenom. Maleinski anhidrid je dienofil u Dils-Alderovoj reakciji.